# Roscoea forrestii
Roscoea forrestii là một loài thực vật có hoa trong họ Gừng. Loài này được Elizabeth Jill Cowley miêu tả khoa học đầu tiên năm 1982.

## Từ nguyên
Tính từ định danh là để vinh danh nhà thám hiểm kiêm nhà thu thập thực vật người Scotland là George Forrest (1873-1932), người đã thu thập rộng khắp tại miền tây Trung Quốc từ năm 1904 và đã du nhập nhiều loại cây trồng trong vườn mới vào châu Âu và xa hơn thế. Mẫu vật định danh do Forrest thu thập năm 1913 ở cao độ 3.050 m trong khu vực ven Đại Lý, Vân Nam.

## Phân bố và môi trường sống
Giữa các cây bụi và tre lùn, các khe nứt và gờ các vách đá; ở cao độ 2.000-3.400 m Có tại miền nam Tứ Xuyên và miền tây Vân Nam của Trung Quốc.

## Hình ảnh

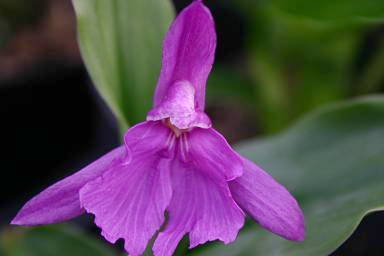

## Mô tả
Cây cao 17-30 (-35) cm. Lá không cánh 3-5, điểm hay đốm màu hồng nhạt. Lá thông thường 1-3; lưỡi bẹ 2–3 mm; phiến lá hình trứng thuôn dài-hình mũi mác, 6,5-13 × 2–5 cm, nhẵn nhụi hoặc hiếm khi có lông tơ, đỉnh tù đến nhọn. Cụm hoa với cuống được các bẹ lá bao quanh; lá bắc màu lục nhạt, ngắn hơn hoặc bằng đài hoa, đôi khi suy giảm mạnh hoặc hợp lại với nhau, đỉnh tù. Đài hoa điểm màu hồng, 5–13 cm, đỉnh 2 hoặc 3 răng. Ống tràng hoa thường thò ra khá dài từ đài hoa, 5-12,5 cm; thùy trung tâm có gân sẫm màu, hình elip rộng, 2,5-4 × 1,5-2,5 cm, đỉnh nhọn đột ngột; các thùy bên thẳng-thuôn dài đến hình elip, 2,6–4 cm × 5–10 mm. Các nhị lép bên hình trứng ngược lệch đến hình thoi, 1,1-2,5 × 7–11 mm, vuốt ngắn. Cánh môi uốn ngược, hình trứng ngược, 3-4,1 × 2,1–3 cm bao gồm cả vuốt, thường có thùy đến phía dưới đoạn giữa; các thùy có khía rưng cưa ở đỉnh. Bao phấn màu kem, các ngăn 5–8 mm; cựa liên kết 5–9 mm. Bầu nhụy 1–5 cm. Vòi nhụy màu trắng. Hạt hình cầu hoặc hình lập phương. Ra hoa tháng 5-7.
Năm 2007, nhóm tác giả Luo Ming Hua, Gao Xin Fen, Zhu Zheng Yin và Lin Hong Hui mô tả loài Roscoea cangshanensis (theo tên gọi dãy núi Thương Sơn ở Vân Nam). Loài này rất giống với R. forrestii, nhưng khác ở chỗ cánh môi có 2 thùy, mỗi thùy lại chia thành 2 thùy con, phần gốc thu hẹp thành cuống với các vạch màu trắng, và phiến lá hẹp hơn, (2-) 7-24 × 1,5-2,5 cm, với phần gốc hẹp đến giống như cuống lá. Hiện nay, nó được coi là đồng nghĩa của R. forrestii.